# Ishikawa Jun
Ishikawa Jun (japanisch 石川 淳, eigentliche Lesung Ishikawa Kiyoshi; * 7. März 1899 in Asakusa, Tokio; † 29. Dezember 1987) war ein japanischer Schriftsteller, Übersetzer und Romancier der japanischen Moderne.

## Leben
Ishikawa wurde als Sohn eines Bankiers im Tokyoter Stadtteil Asakusa geboren. Er studierte an der Fremdsprachen-Universität Tokyo französische Literatur. Von 1922 bis 1923 diente er in der Kaiserlich Japanischen Marine. Er lehrte an der Universität französische Literatur. Ishikawa übersetzte die Werke Les lilies rouges von Anatole France und L'Immoraliste von André Gide ins Japanische. Wegen Streitigkeiten über seine Teilnahme an Studentenprotesten verließ er die Universität, um in Tokyo das Leben eines Bohème zu führen. In dieser Zeit übersetzte er weitere Werke von Gide und Molière. 
Von 1935 an schrieb Ishikawa Erzählungen, darunter etwa Kajin (佳人, Schöne Frau). Ein Jahr später erhielt er für Fugen den Akutagawa-Preis. 1938 auf dem Höhepunkt des japanisch-chinesischen Krieges veröffentlichte er die Satire Marusu no uta (マルスの歌, Mars’ Lied), die sogleich verboten wurde.
Ishikawa zählt mit Dazai Osamu, Sakaguchi Ango und Oda Sakunosuke zur Gruppe der Buraiha. Abe Kōbō wurde Ishikawas Schüler.
1987 starb Ishikawa Jun an Lungenkrebs, während er an seiner letzten Erzählung Hebi no Uta (蛇の歌) arbeitete.

## Auszeichnungen
- 1936 Akutagawa-Preis für Fugen (普賢)
- 1981 Yomiuri-Literaturpreis in der Kategorie Kritiken/Biographien für Edo bungaku Shoki (江戸文學掌記)
- 1982 Asahi-Preis für seinen Beitrag zur Gegenwartsliteratur mit einer 17-bändigen Gesamtausgabe

## Werke
- 1935 Kajin (佳人)
- 1937 Yamazakura (山桜)
- 1937 Fugen (普賢)
- 1938  Marusu no uta (マルスの歌)

### Übersetzungen
- Anatole France: Le lys rouge (赤い百合, Akai yuri)
- André Gide: L'Immoraliste (背徳者, )
- André Gide: Les Caves du Vatican (法王庁の抜け穴; )
- Charles Ferdinand Ramuz: Jean-Luc persécuté (悩めるジァン・リュック, Nayamu Jean-Luc)
- Molière: Werke